# Navaridas de Suso
Navaridas de Suso es un despoblado que actualmente forma parte del municipio de Navaridas, en la provincia de Álava, País Vasco (España).

## Historia
Documentado desde 1366, cuando se despobló y pasó a formar parte de Laguardia; posteriormente sus tierras pasaron a formar parte de Navaridas.